# السبل (ذي السفال)

تعديل مصدري - تعديل

السبل محلة تابعة لقرية بني عامر، التابعة لعزلة الدخال بمديرية ذي السفال إحدى مديريات محافظة إب في الجمهورية اليمنية، بلغ تعداد سكانها 377 حسب تعداد اليمن لعام 2004.